# Cronografia (Miquel Psel·los)
La Cronografia és una obra històrica escrita per l'historiador romà d'Orient Miquel Psel·los a finals del segle xi. Abasta des del 976 fins al 1071. La seva importància rau en el fet que Psel·los estigué bona part de la seva vida a la cort imperial i, per tant, fou testimoni directe de molts dels esdeveniments que narra.

## Contingut
La Cronografia manca de prefaci, cosa habitual en aquest gènere literari, ans comença directament amb les paraules «Així és com l'emperador Joan Tsimiscés deixà aquesta vida» (reprenent la cloenda de la Història de Lleó Diaca). Psel·los relata la història de l'imperi des del 976 fins al 1071. Aquest període abraça els regnats de catorze emperadors i emperadrius, quan l'Estat, inicialment consolidat i enfortit per Basili II, entrà en crisi, amb canvis freqüents de sobirans i nombroses desfetes militars. Psel·los es refereix a aquestes vicissituds com una «malaltia», seguint la tònica habitual en la narrativa de l'època.

## Valoracions
El mateix Psel·los es veia principalment com a filòsof i retòric, no com a historiador. No apreciava gaire la Cronografia i, de fet, les seves cartes només l'esmenten una vegada. Tanmateix, és l'única obra de les seves obres que ha conservat el valor i l'interès amb el pas dels segles. La seva importància rau en el fet que Psel·los fou testimoni directe de molts dels esdeveniments que narra. Per exemple, ajudà a deposar l'emperador Romà IV Diògenes i fou tutor de l'emperador Miquel VII Ducas. Ara bé, els investigadors han identificat algunes deficiències en la Cronografia com a font: la manca de dates, errors habituals en l'ordre dels esdeveniments, la falta d'informació en aspectes com ara la política exterior de l'imperi i l'enfocament superficial de Psel·los en comparació amb el de Joan Escilitzes i Miquel Ataliota.